# Araukanski jezici
Araukanski jezici, porodica indijanskih jezika raširena na području Čilea i Argentine, kojima se služe ili su se služila skupina od nekih indijanskih plemena, od kojih su neka nestala. 
Porodica obuhvaća jezike huilliche [huh], 2.000 (1982 SIL) kojim govore Huilliche Indijanci i mupudungun [arn], kojim se služe plemena Mapuche, 200.000 u Čileu (1982 SIL) i 100.000 u Argentini (2000)

## Vanjske poveznice
- Araucanian (14th)
- Araucanian (15th)
- Tree for Araucanian[neaktivna poveznica]